# Saint-Jean-d'Elle
Saint-Jean-d'Elle är en kommun i departementet Manche i regionen Normandie i norra Frankrike. Kommunen ligger i kantonen Condé-sur-Vire och till viss del även i kantonen Pont-Hébert som båda tillhör arrondissementet Saint-Lô. Kommunen bildades den 1 januari 2016 genom en sammanslagning av kommunerna Notre-Dame-d'Elle, Précorbin, Rouxeville, Saint-Jean-des-Baisants och Vidouville. Saint-Jean-des-Baisants är säte för den nya kommunen.
År 2022 hade kommunen  2 535 invånare.